# Mikhail Belolipetsky
Mikhail Viktorovich Belolipetsky é um matemático soviético, que trabalha com geometria e álgebra.
Obteve um doutorado em 2000 na Universidade Estadual de Novosibirsk, orientado por Alexander Dmitrievich Mednykh, com a tese Geometric Properties of Arithmetic Groups in Lobachevsky Spaces. Foi lecturer na Universidade de Durham. É atualmente pesquisador do Instituto de Matemática Pura e Aplicada (IMPA).
Foi palestrante convidado do Congresso Internacional de Matemáticos em Seul (2014: Hyperbolic orbifolds of small volume).